# Ponte Nuovo (Castello di Rostino)
(Epitaffio a Ponte Nuovo, località di Castello di Rostino)
Ponte Nuovo (in corso Ponte Novu, in francese Ponte-Novo) è una località della Corsica nord occidentale. È situato sulla RN 193 tra a 167 m d'altezza tra Bastia e Corte nel comune di Castello di Rostino.

## Storia

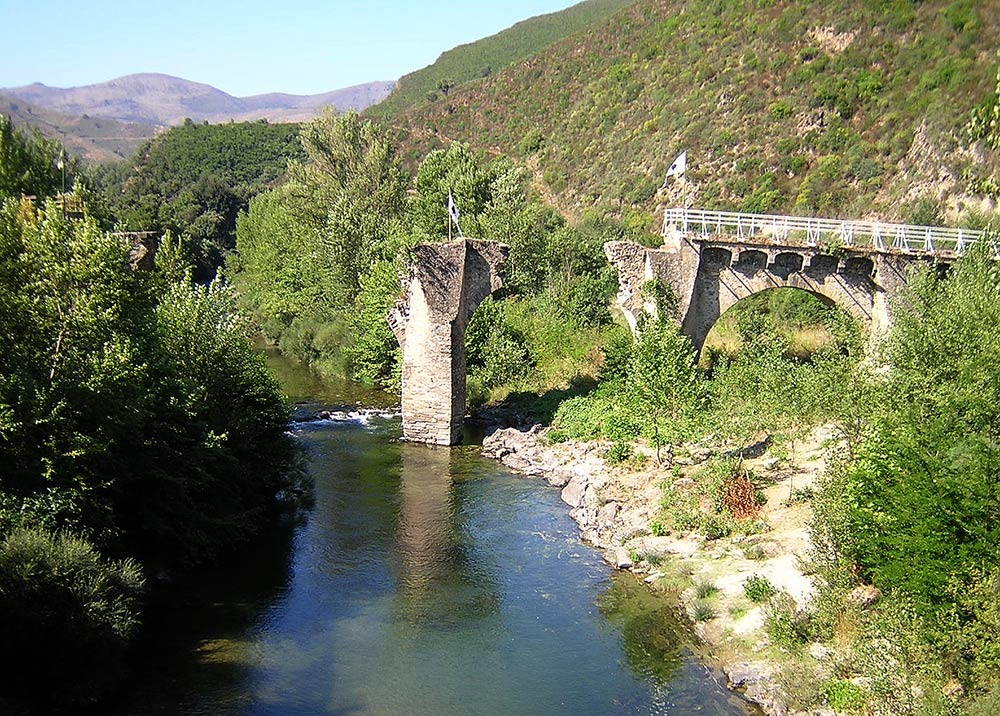
Ponte Nuovo, il ponte genovese luogo della battaglia

A Ponte Nuovo l'8 maggio 1769, si svolse la battaglia di Ponte Nuovo, tra le truppe isolane di Pasquale Paoli contro le truppe del francesi di Luigi XV comandate da Noël Jourda, conte di Vaux. Questo avvenimento avrebbe segnato la fine della repubblica paolina, fondata nel 1755 con capitale Corte. 
Durante la seconda guerra mondiale, il ponte fu poi quasi totalmente distrutto nel corso degli scontri con l'esercito tedesco in ritirata verso Bastia nel settembre 1943, incalzato dall'avanzata delle truppe italiane, coadiuvate dalle truppe francesi e dalla Resistenza locale.
Oggi Ponte Nuovo ha 50 abitanti.

## Infrastrutture e trasporti
Ponte Nuovo è servita da dall'omonima stazione ferroviaria dalla linea ferroviaria a scartamento metrico Bastia – Ajaccio.

## Galleria d'immagini

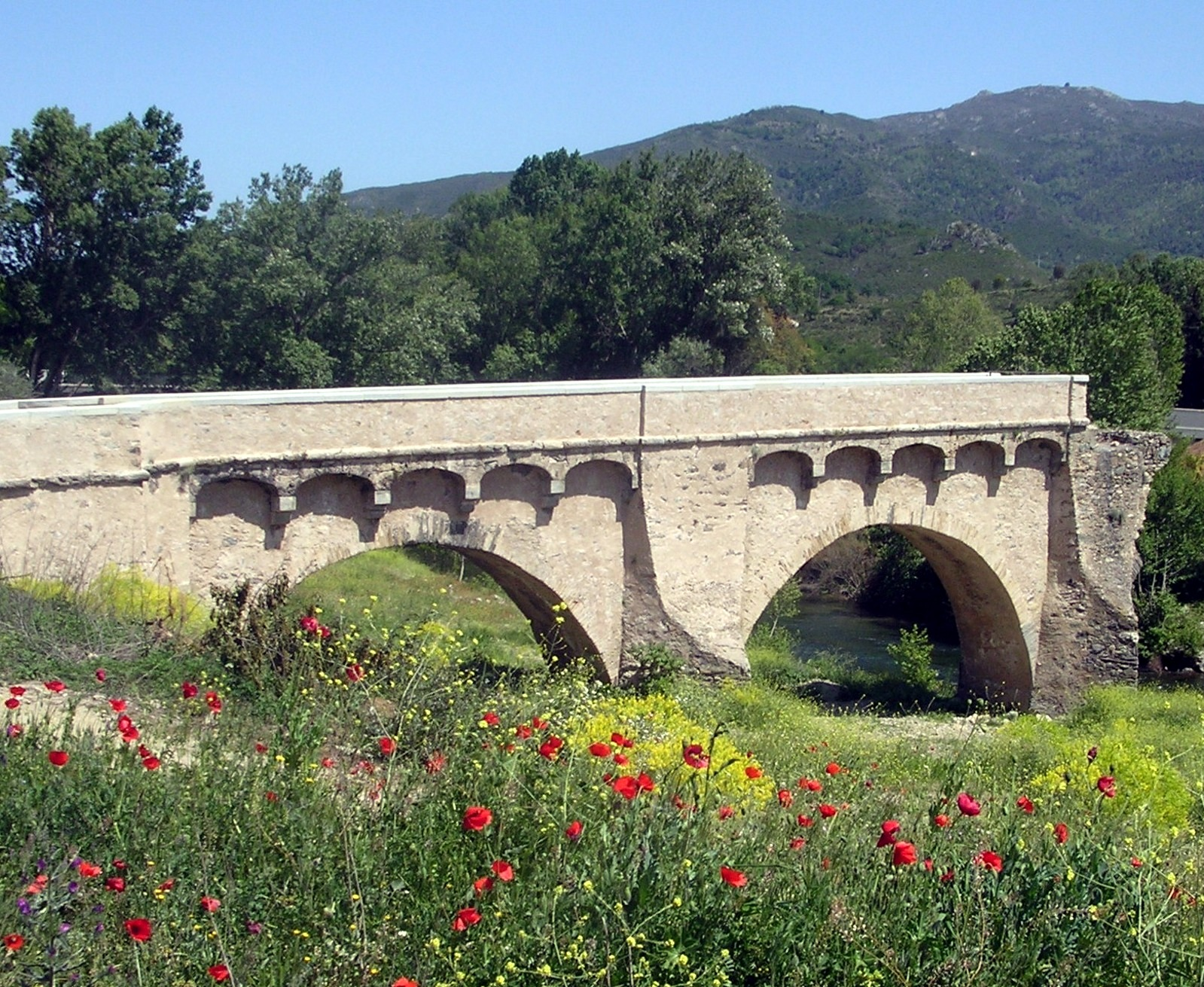
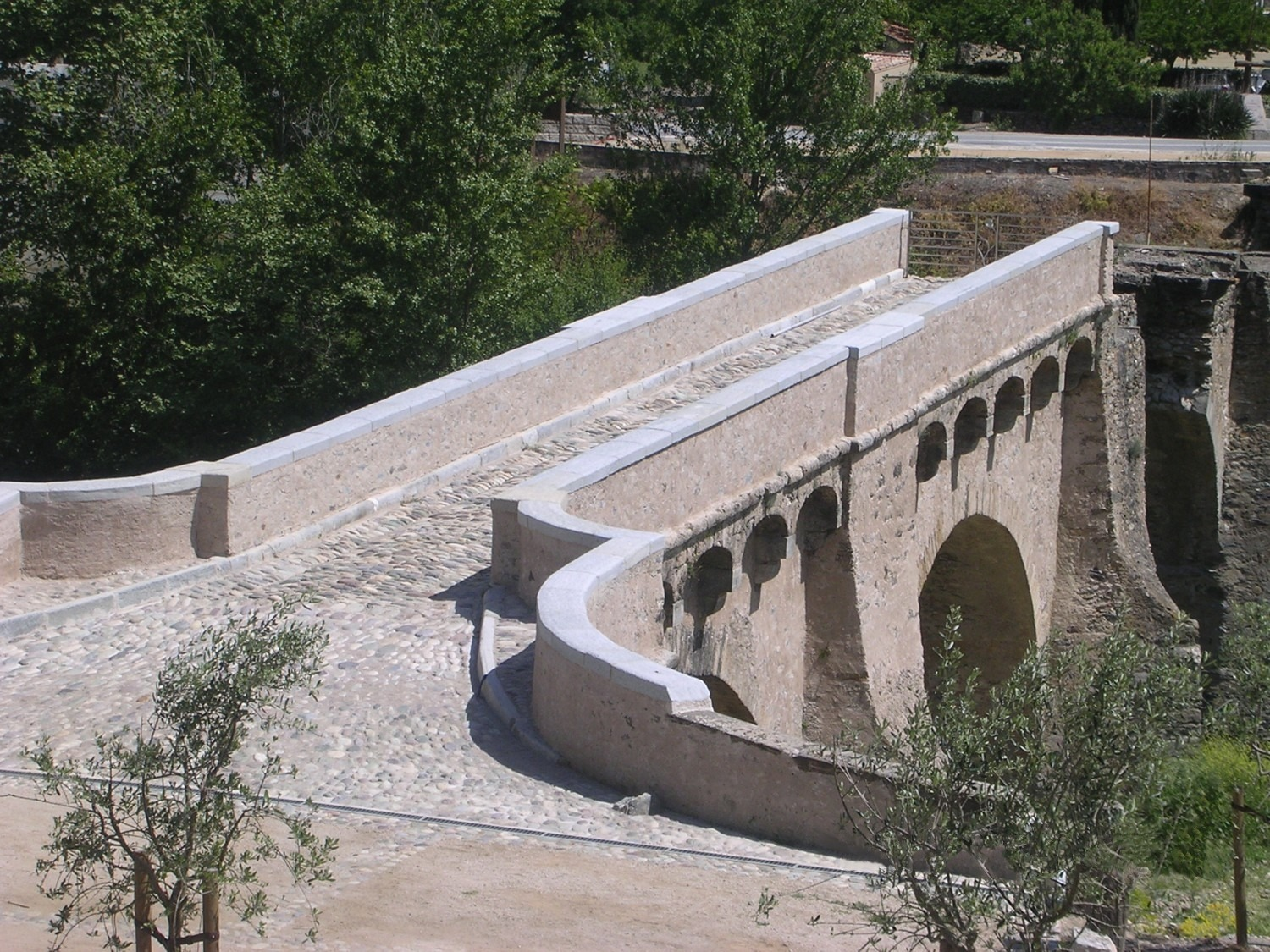
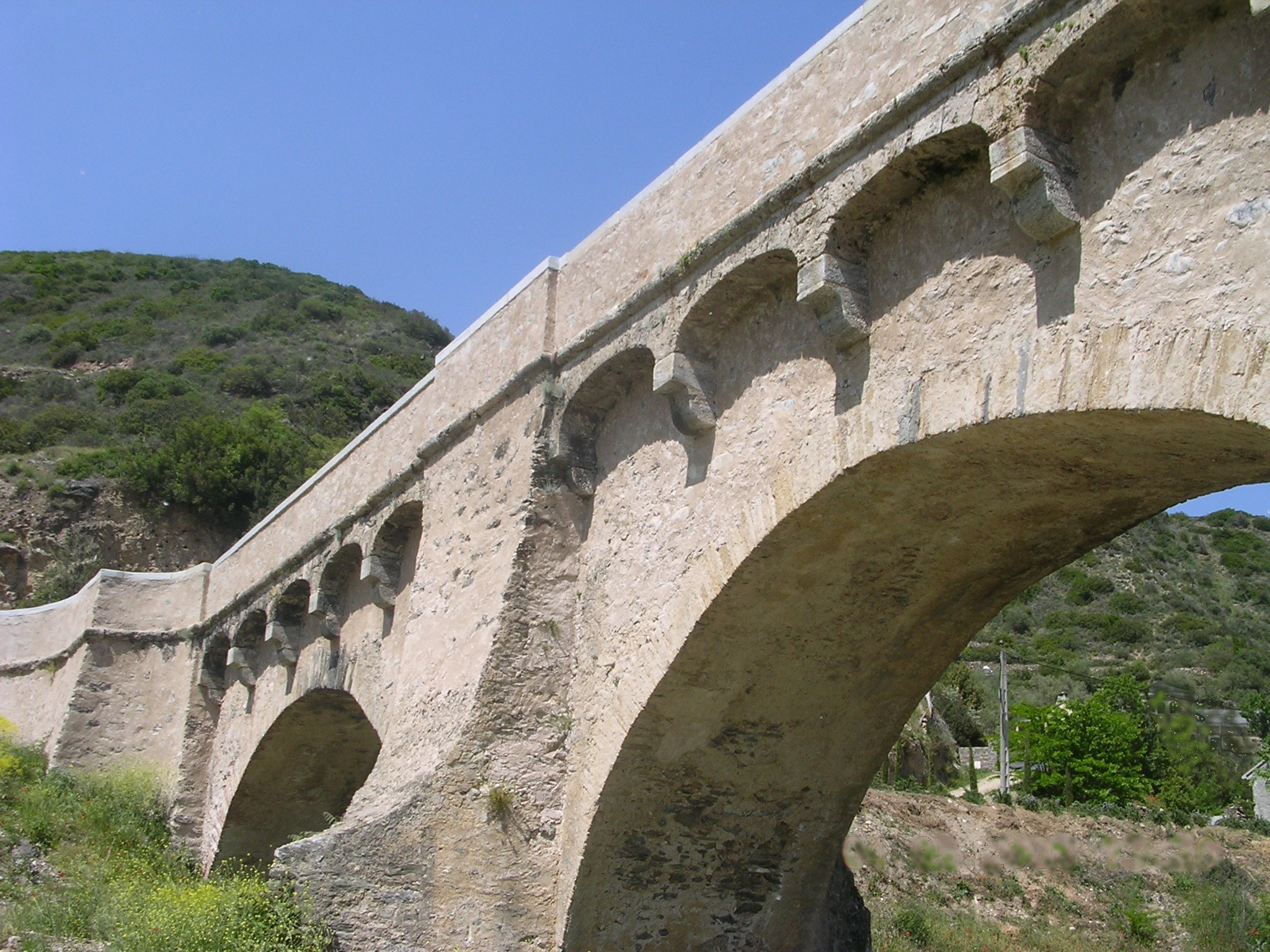
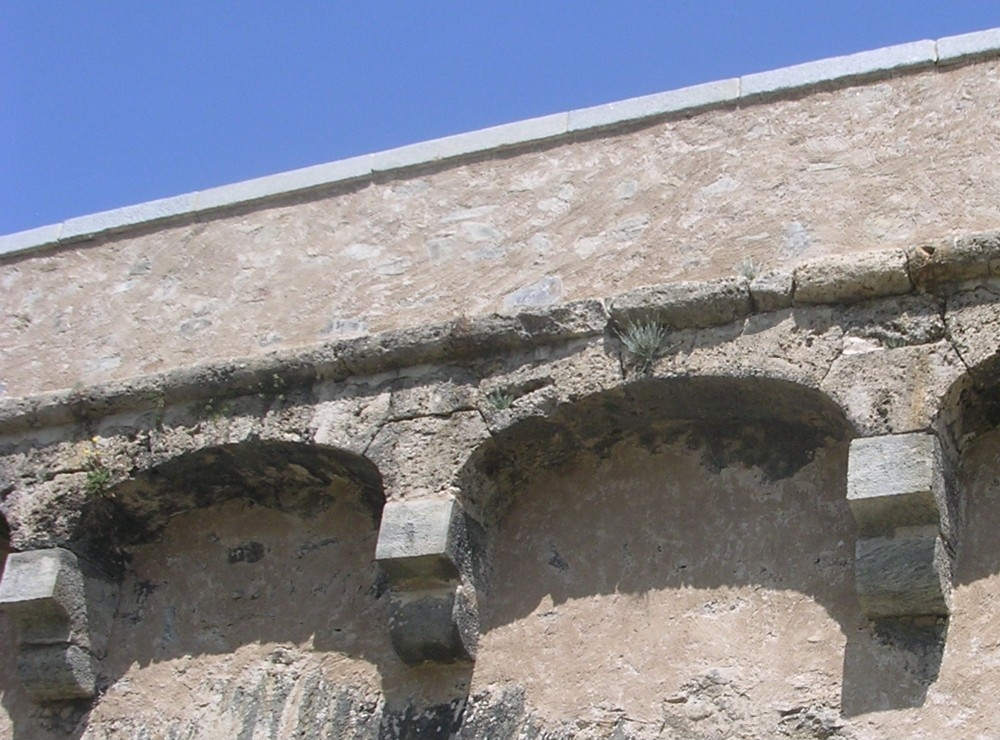